# Giovanni Capula
Giovanni Capula (... - ...) est un architecte italien du XIVe siècle, connu surtout pour avoir conçu, à la demande des Pisans, les fortifications de la ville de Cagliari en vue de l'invasion aragonaise des domaines de Pise en Sardaigne.

## Biographie
On sait peu sur lui, les seules sources directes disponibles sont les inscriptions de la Tour de San Pancrazio et la Tour de l'Éléphant où il est défini « Architector optimus ». Pour Dionigi Scano il était sarde, comme le témoigne son nom de famille (Capula) qui se retrouve souvent dans l'onomastique et la topographie de la Sardaigne. Selon Salvatore Rattu a été spécifiquement de Cagliari,.
Sa formation d'architecte est clairement toscane, comme le témoigne le style de son travail. Sont certainement imputables à Capula la Tour de San Pancrazio (1305), la Tour de l'Éléphant (1307) et la Tour de l'Aigle (ou la Tour du Lion), maintenant presque intégrée dans le Palais Boyl de Cagliari. Foiso Fois pense que Giovanni Capula est également impliqué dans la construction de la tour principale du château de Serravalle à Bosa.

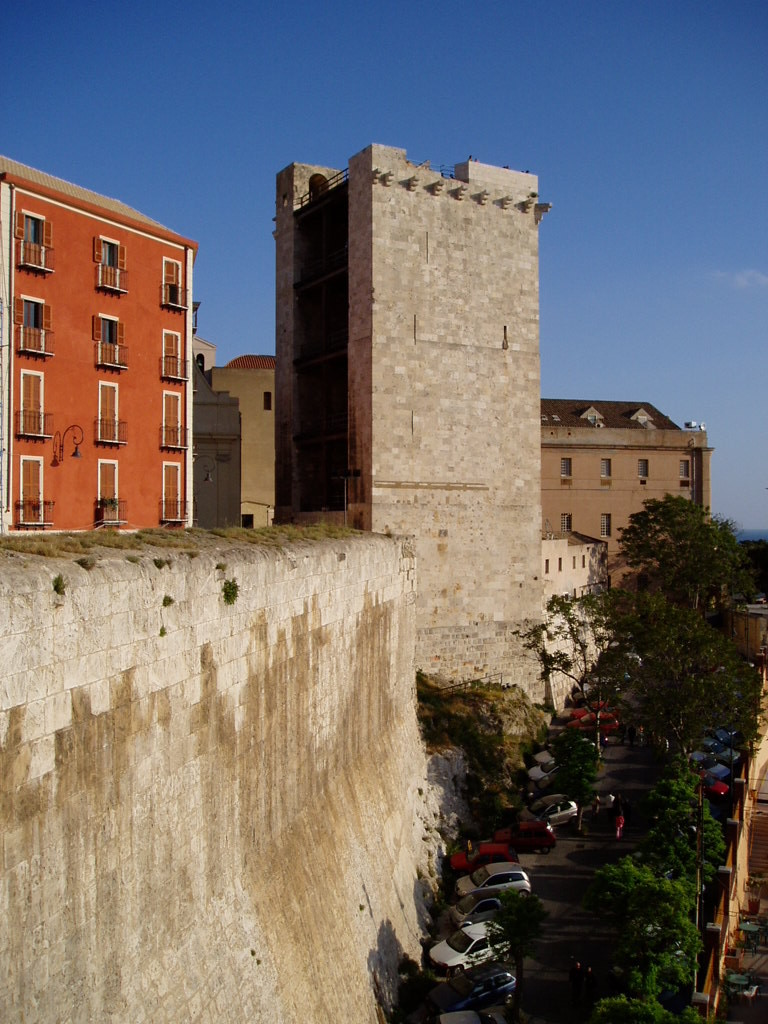
Tour d'Eléphant
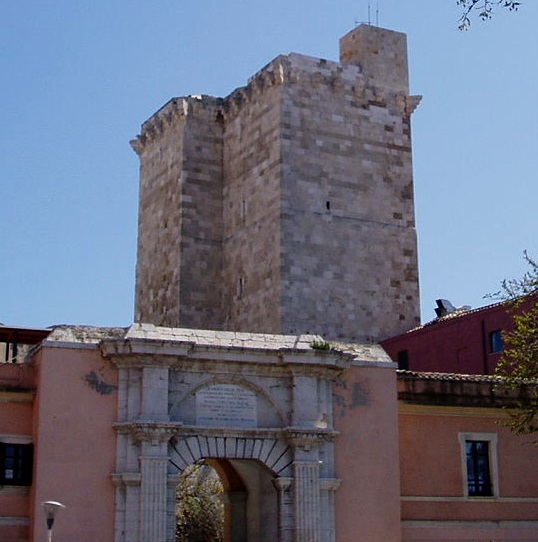
Tour de San Pancrazio
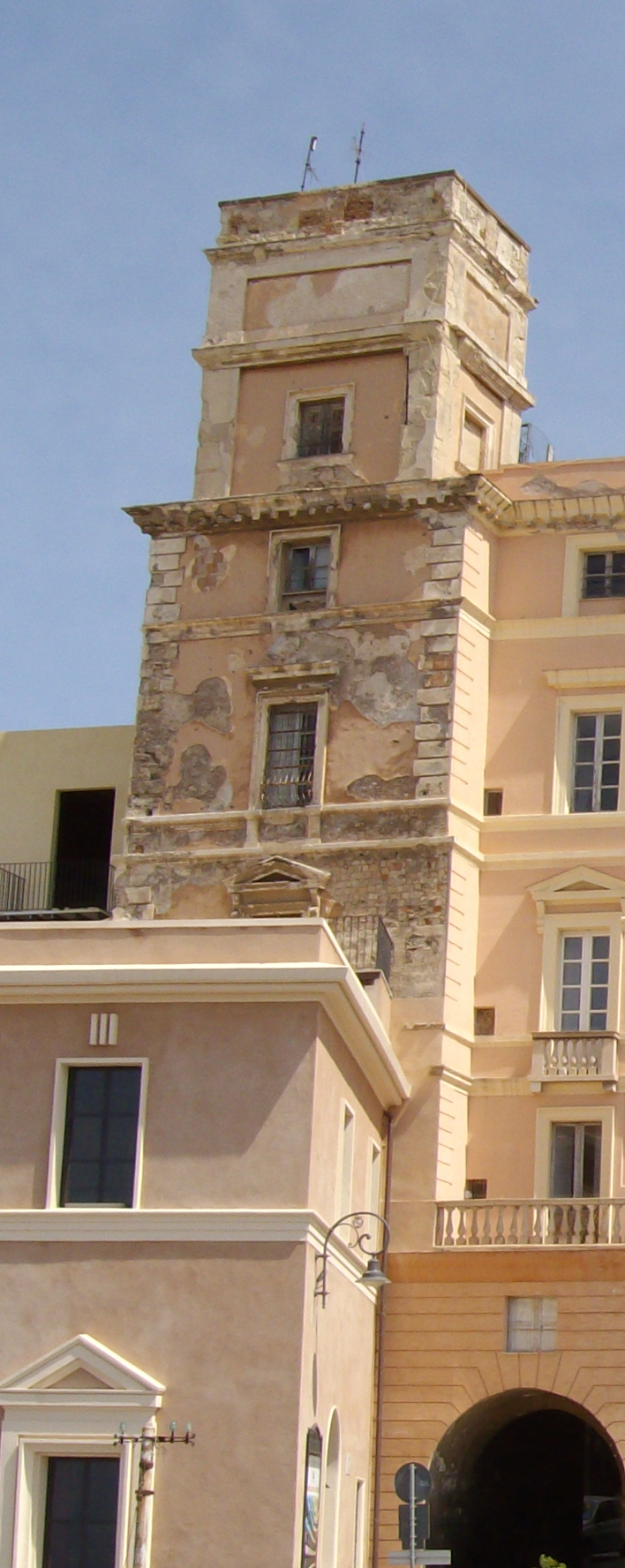
Tour de l'Aigle
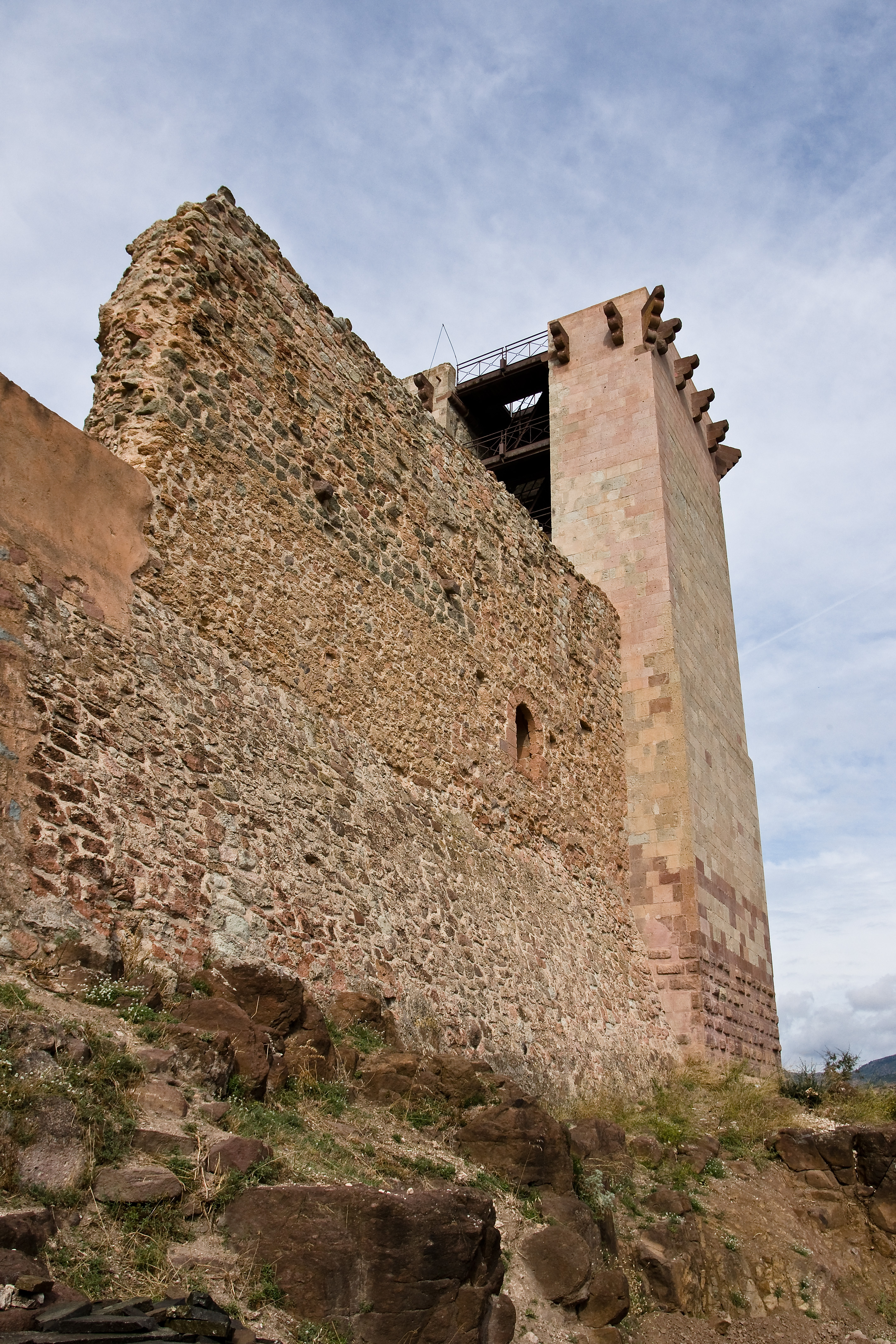
Tour du château de Serravalle